# Orden vom Löwen (Frankreich)
Der Orden vom Löwen war ein französischer Ritterorden. Stifter war im Jahr 1080 Enguerrand I. de Coucy. Anlass soll die Tötung eines Löwen gewesen sein. Das Medaillon zeigte einen Löwen unter einer schwebenden Krone. 
Dieser Orden und der spanische Orden von der heiligen Maria von der Lilie aus dem Stiftungsjahr 1048 zählen zu den ersten weltlichen Ritterorden.
Ritter trugen die Auszeichnung als Halsorden.